# 蒙塔格里耶
蒙塔格里耶（法語：Montagrier，法語發音：[mɔ̃taɡʁije]）是法国多尔多涅省的一个市镇，属于佩里格区。

## 地理
蒙塔格里耶（45°16'14"N, 0°28'36"E）面积14.04 平方千米，位于法国新阿基坦大区多爾多涅省，该省份为法国西南部内陆省份，是法國本土面积第三大的省，大致对应佩里戈尔地区，北起顺时针与夏朗德省、上维埃纳省、科雷兹省、洛特省、洛特-加龙省、吉倫特省和滨海夏朗德省接壤。
与蒙塔格里耶接壤的市镇（或旧市镇、城区）包括：大布拉萨克、托卡讷-圣阿普尔、圣维克托。

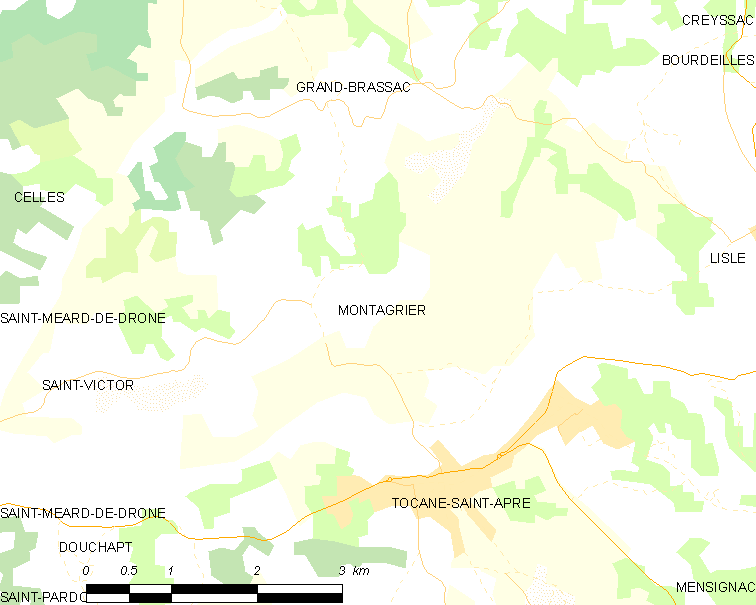
蒙塔格里耶的OSM定位图

蒙塔格里耶的时区为UTC+01:00、UTC+02:00（夏令时）。

## 行政
蒙塔格里耶的邮政编码为24350，INSEE市镇编码为24286。

## 政治
蒙塔格里耶所属的省级选区为佩里戈尔地区布朗托姆县。

## 人口

1962-2008年间蒙塔格里耶人口变化图示

蒙塔格里耶于2022年1月1日时的人口数量为507人。